# Cheese (fotografia)

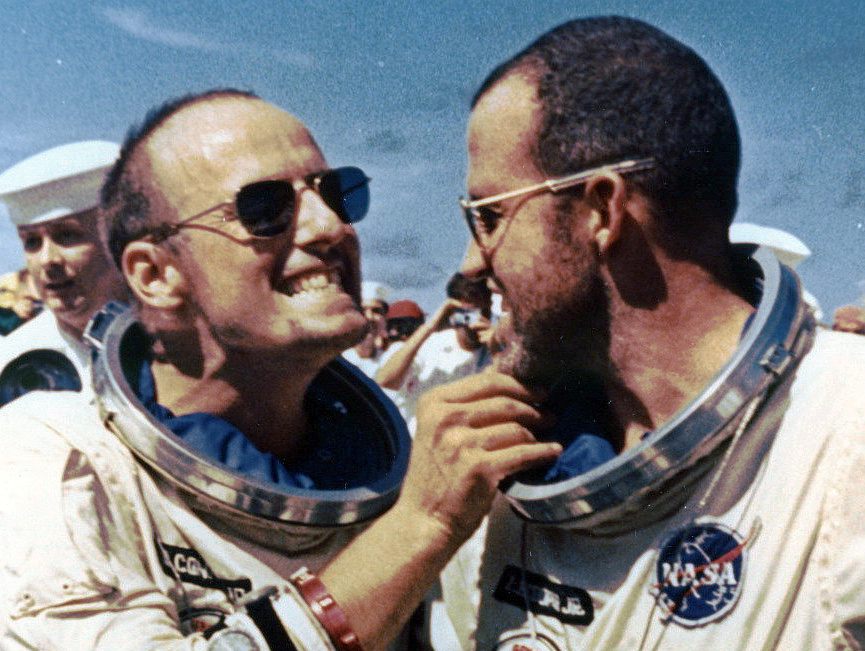
Gli astronauti Charles Conrad e Gordon Cooper dopo il loro ritorno sulla terra dalla missione spaziale Gemini 5 (1965). Conrad sta scherzosamente istruendo il suo comandante Cooper sul come si deve dire "cheese" quando si viene fotografati

Cheese (pronuncia: /t͡ʃiːz/; lett. "formaggio") è un vocabolo della lingua inglese che talvolta viene pronunciato da chi sta per essere ritratto in una fotografia, in modo tale da apparire sorridente: pronunciando tale parola, infatti, si contrae il muscolo zigomatico maggiore e si mostrano i denti.

## Storia
Nell'Ottocento e durante l'epoca vittoriana, prima che il dire cheese durante uno scatto fosse una pratica comune, nel Regno Unito le persone erano tenute a essere serie e proprio per tale ragione dicevano prunes (lett. "prugne") per tenere le labbra serrate. Soltanto durante il Novecento, quando vennero messi in commercio i modelli  Pocket e Brownie della Kodak, che erano promossi da immagini pubblicitarie di persone sorridenti, divenne una consuetudine sorridere quando si veniva fotografati. All'epoca migliaia di fotografi richiedevano alle persone più abbienti di sorridere quando scattavano a loro delle fotografie. Tuttavia, il primo ad utilizzare la parola cheese per sorridere quando si viene fotografati fu forse il presidente americano Roosevelt nel 1943. Egli era solito sorridere nelle fotografie per apparire ottimista e infondere speranza al popolo statunitense durante la seconda guerra mondiale. Secondo uno studio, i denti in foto apparvero negli anni cinquanta per le donne mentre per gli uomini ciò sarebbe avvenuto poco più tardi. La parola cheese verrà poi adottata anche dagli italiani con le stesse finalità.